# Otto Eggenreich
Otto Eggenreich (* 19. November 1932 in Kapfenberg) ist ein österreichischer Schriftsteller und Herausgeber.

## Leben und Wirken
Otto Eggenreich wurde am 19. November 1932 als Sohn eines Elektrikers des Böhler-Werks in Kapfenberg geboren und besuchte hier die Volks- sowie die Unterrealschule. Im Anschluss war er als kaufmännischer Angestellter in der Hollerith-Abteilung von Böhler beschäftigt. Er lernte Hannelore Valencak, Herbert Zinkl und Willi Kandlbauer kennen und wurde Anfang der 1950er Jahre neben den drei erwähnten Personen als einer der „Vier jungen Kapfenberger“ bekannt. Der Lyrikband Vier jungen Kapfenberger wurde dabei im Jahr 1954 von Otto Hofmann-Wellenhof herausgegeben. Noch Jahrzehnte später trat das Gespann zusammen öffentlich bei Lesungen in Erscheinung. Spätestens ab den frühen 1950er Jahren begann Eggenreich neben seiner Berufstätigkeit Gedichte und kurze Prosa zu verfassen. In dieser Zeit war er auch Gast der Sendereihe Steirische Autorenstunde auf dem Sender Schönbrunn, die teilweise auch auf dem Sender Alpenland ausgestrahlt wurde. Im Jahr 1956 wechselte er zur Leykam-Papierfabrik nach Gratkorn (heute ein Sappi-Unternehmen) und wurde als Operateur in der EDV tätig. Später fungierte er im Unternehmen als Programmierer und dann als Materialdisponent im Einkauf.
Ab dem Jahr 1954 gehörte er dem Steirischen Schriftstellerbund als Mitglied an, war von 1977 bis 1982 dessen geschäftsführender Vizepräsident und anschließend bis Oktober 1990 dessen Präsident. Anderen Quellen zufolge war er von 1976 bis 1990 geschäftsführender Vorsitzender des Schriftstellerbunds. Der damals an deutlicher Überalterung leidende Steirische Schriftstellerbund wurde damit deutlich verjüngt. Eggenreich übernahm zu dieser Zeit auch die redaktionelle Leitung des Vereinsorgans Blickpunkte, das jedoch fast nur von Mitgliedern gelesen wurde. Zusammen mit Gerda Klimek, Herbert Zinkl und Horst Gerhard Haberl war er 1979 Mitbegründer der Zeitschrift Lichtungen. Im Jahr 1976 übersiedelte er nach Graz und drei Jahre später weiter südlich nach Fernitz bei Graz (heute ein Gemeindeteil von Fernitz-Mellach), wo er heute (Stand: 2025) noch immer lebt.
Im Dezember 2006 wurde Eggenreich, der bereits 1975 mit dem Literaturförderpreis des Landes Steiermark und vier Jahre später mit dem Literaturförderungspreis der Stadt Graz ausgezeichnet worden war, das Große Ehrenzeichen des Landes Steiermark zuteil.
Teilweise bereits Jahrzehnte vor seinem Ableben ging ein Vorlass bzw. ein Teilvorlass Eggenreichs ans Franz-Nabl-Institut für Literaturforschung der Universität Graz.

## Werke (Auswahl)
- 1969: Von Wort zu Wort (Gedichte)
- 1981: Schonzeit (Gedichte; Herausgeber: Emil Breisach)
- 1998: Lyrik in der Steiermark. 1947–1997 (als Herausgeber und Mitautor)[11]

## Auszeichnungen (Ehrungen)
- 1975: Literaturförderpreis des Landes Steiermark
- 1979: Literaturförderungspreis der Stadt Graz